# Вионе (Сондрио)
Вионе је насеље у Италији у округу Сондрио, региону Ломбардија.
Према процени из 2011. у насељу је живело 208 становника. Насеље се налази на надморској висини од 574 м.